# ريتشارد غراي (مطور ألعاب فيديو)
ريتشارد غراي (بالإنجليزية: Richard Gray)‏ هو مطور ألعاب فيديو ‏ أمريكي، ولد في 15 نوفمبر 1957 في نيو هيفن في الولايات المتحدة.

## وصلات خارجية
- ريتشارد غراي على موقع IMDb (الإنجليزية)